# Robert Pinsky

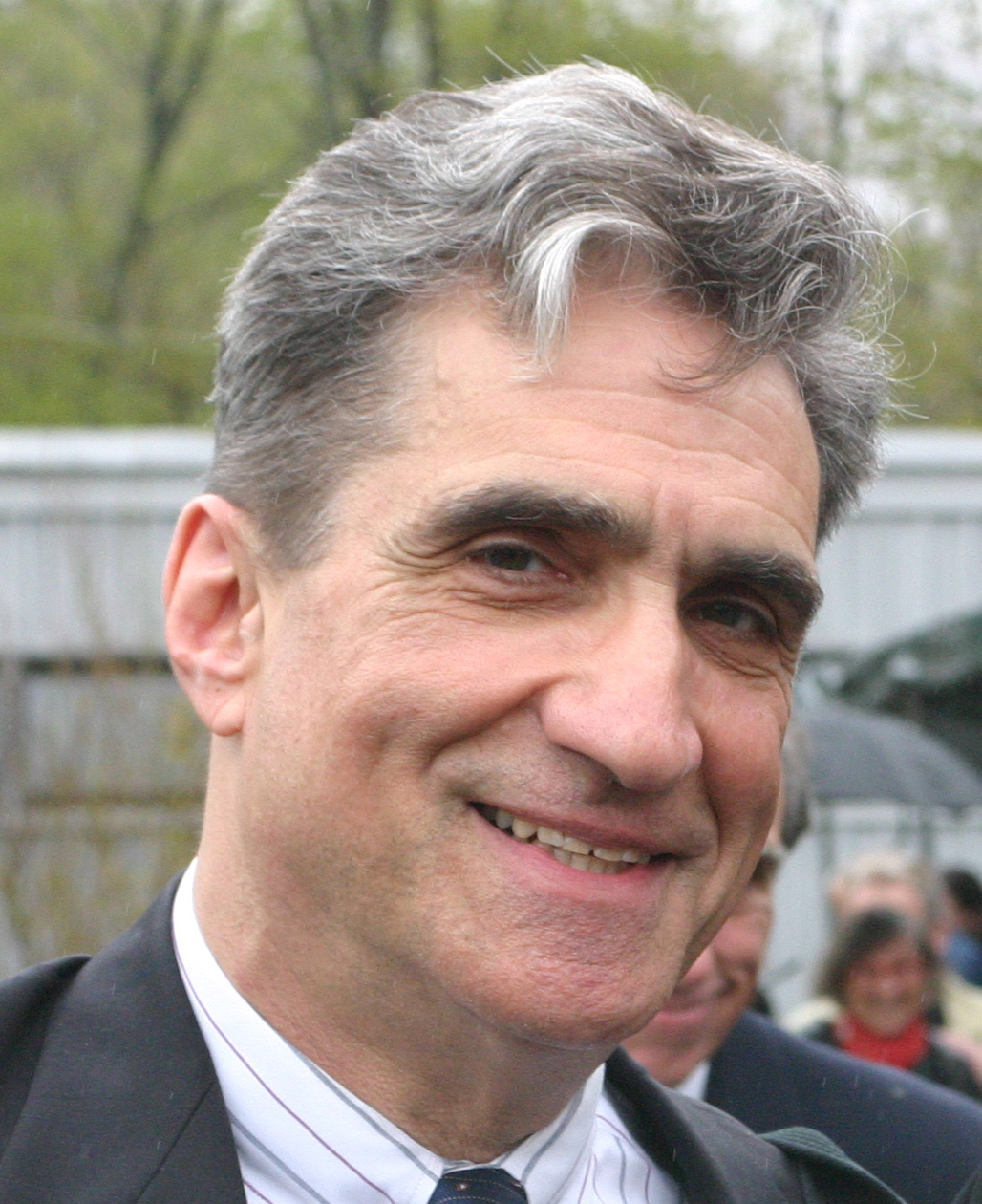
Robert Pinsky

Robert Pinsky (geboren op 20 oktober 1940) is een Amerikaanse dichter, essayist, literair criticus, schrijver van libretto's en vertaler. 
Van 1997 tot 2000 was hij als "Poet Laureate Consultant in Poetry" de nationale dichter van de VS. Pinsky is de auteur van negentien boeken, waarvan de meeste verzamelingen zijn van zijn eigen gedichten. Zijn gepubliceerde werk omvat ook veelgeprezen vertalingen, onder meer The Inferno of Dante: A New Verse Translation (1995) en The Separate Notebooks by Czesław Miłosz. Hij doceert aan de Boston University en is poëzieredacteur bij het tijdschrift Slate.

## Werk (selectie)

### Poëzie
- Sadness and Happiness (1975) Princeton University Press
- An Explanation of America (1981) Princeton University Press
- History of My Heart (1984) Farrar, Straus and Giroux
- The Want Bone (1990) Farrar, Straus and Giroux
- The Figured Wheel: New and Collected Poems 1966–1996 (1996) Farrar, Straus and Giroux
- Jersey Rain (2000) Farrar, Straus and Giroux
- Gulf Music: Poems (2007) Farrar, Straus and Giroux
- Selected Poems (2011) Farrar, Straus and Giroux

### Proza
- Landor's Poetry (1968) University of Chicago Press
- The Situation of Poetry (1977) Princeton University Press
- Poetry and the World (1988)  Ecco Press
- The Sounds of Poetry (1998)  Farrar, Straus and Giroux
- Democracy, Culture, and the Voice of Poetry (2002) Princeton University Press
- The Life of David (2005) Schocken Books
- Thousands of Broadways: Dreams and Nightmares of the American Small Town (2009) University of Chicago Press

### Libretto
- Death and the Powers, een opera van Tod Machover (2010)

- Bibsys: 90133340
- Bibliothèque nationale de France: cb12163709m (data)
- Catàleg d'autoritats de noms i títols de Catalunya: 981060544202506706
- CiNii: DA02332420
- Gemeinsame Normdatei: 12437378X
- International Standard Name Identifier: 0000 0001 1475 6050
- Library of Congress Control Number: n83039273
- Nationale Bibliotheek van Tsjechië: jcu2014834862
- Nationale bibliotheek van Australië: 35423910
- Nationale Bibliotheek van Israël: 987007266667905171
- Nationale en Universitaire bibliotheek Zagreb: 000337968
- Nederlandse Thesaurus van Auteursnamen: 068989024
- Réseau des bibliothèques de Suisse occidentale: 02-A003696020
- Russische Staatsbibliotheek: 7770021
- SNAC: w6jr3cdf
- Système universitaire de documentation: 030165024
- Virtual International Authority File: 79069348
- WorldCat: E39PBJdcwrvBBT6kPkHGDKwQv3